# Recopa de Europa 1985-86
La Recopa de Europa 1985-86 fue la vigesimosexta edición de la Recopa de Europa, en la que participaron los campeones nacionales de copa en la temporada anterior. En esta edición participaron 31 clubes representantes de sus respectivas federaciones. El Everton FC, vigente campeón no pudo defender el título en cumplimiento de la sanción impuesta por la UEFA al fútbol inglés por la Tragedia de Heysel, que entraba en vigor esa misma temporada.
La final, disputada a partido único, enfrentó al Atlético de Madrid con el Dinamo de Kiev en el Stade Gerland, en Lyon, donde venció el equipo soviético por 3-0. El Dinamo conseguía así, una década después, su segunda Recopa de la mano del mismo técnico con el que la había conseguido en 1975: Valery Lobanovsky.
En esta edición no participó el Manchester United por la Tragedia de Heysel.

## Resultados
|  | Primera ronda                                                     | Primera ronda                                                     | Primera ronda                                                     | Primera ronda                                                     |   |                       | Octavos de final                                                  | Octavos de final                                                  | Octavos de final                                                  | Octavos de final                                                  |  |                  | Cuartos de final                                      | Cuartos de final                                      | Cuartos de final                                      | Cuartos de final                                      |  |                    | Semifinales                                                | Semifinales                                                | Semifinales                                                | Semifinales                                                |  |                | Final                                   | Final                                   |  |
|  | 17 y 18 de septiembre de 1985 (ida) 2 de octubre de 1985 (vuelta) | 17 y 18 de septiembre de 1985 (ida) 2 de octubre de 1985 (vuelta) | 17 y 18 de septiembre de 1985 (ida) 2 de octubre de 1985 (vuelta) | 17 y 18 de septiembre de 1985 (ida) 2 de octubre de 1985 (vuelta) |   |                       | 23 de octubre de 1985 (ida) 5 al 22 de noviembre de 1985 (vuelta) | 23 de octubre de 1985 (ida) 5 al 22 de noviembre de 1985 (vuelta) | 23 de octubre de 1985 (ida) 5 al 22 de noviembre de 1985 (vuelta) | 23 de octubre de 1985 (ida) 5 al 22 de noviembre de 1985 (vuelta) |  |                  | 5 de marzo de 1986 (ida) 19 de marzo de 1986 (vuelta) | 5 de marzo de 1986 (ida) 19 de marzo de 1986 (vuelta) | 5 de marzo de 1986 (ida) 19 de marzo de 1986 (vuelta) | 5 de marzo de 1986 (ida) 19 de marzo de 1986 (vuelta) |  |                    | 2 de abril de 1986 (ida) 15 y 16 de abril de 1986 (vuelta) | 2 de abril de 1986 (ida) 15 y 16 de abril de 1986 (vuelta) | 2 de abril de 1986 (ida) 15 y 16 de abril de 1986 (vuelta) | 2 de abril de 1986 (ida) 15 y 16 de abril de 1986 (vuelta) |  |                | 2 de mayo de 1986 Estadio Gerland, Lyon | 2 de mayo de 1986 Estadio Gerland, Lyon |  |
|  |                                                                   |                                                                   |                                                                   |                                                                   |   |                       |                                                                   |                                                                   |                                                                   |                                                                   |  |                  |                                                       |                                                       |                                                       |                                                       |  |                    |                                                            |                                                            |                                                            |                                                            |  |                |                                         |                                         |  |
|  |                                                                   |                                                                   |                                                                   |                                                                   |   |                       |                                                                   |                                                                   |                                                                   |                                                                   |  |                  |                                                       |                                                       |                                                       |                                                       |  |                    |                                                            |                                                            |                                                            |                                                            |  |                |                                         |                                         |  |
|  | Rapid Viena                                                       | 5                                                                 | 1                                                                 | 6                                                                 |   |                       |                                                                   |                                                                   |                                                                   |                                                                   |  |                  |                                                       |                                                       |                                                       |                                                       |  |                    |                                                            |                                                            |                                                            |                                                            |  |                |                                         |                                         |  |
|  | Rapid Viena                                                       | 5                                                                 | 1                                                                 | 6                                                                 |   |                       |                                                                   |                                                                   |                                                                   |                                                                   |  |                  |                                                       |                                                       |                                                       |                                                       |  |                    |                                                            |                                                            |                                                            |                                                            |  |                |                                         |                                         |  |
|  | Tatabánya Bányász                                                 | 0                                                                 | 1                                                                 | 1                                                                 |   |                       |                                                                   |                                                                   |                                                                   |                                                                   |  |                  |                                                       |                                                       |                                                       |                                                       |  |                    |                                                            |                                                            |                                                            |                                                            |  |                |                                         |                                         |  |
|  | Tatabánya Bányász                                                 | 0                                                                 | 1                                                                 | 1                                                                 |   | Rapid Viena           | 3                                                                 | 1                                                                 | 4                                                                 |                                                                   |  |                  |                                                       |                                                       |                                                       |                                                       |  |                    |                                                            |                                                            |                                                            |                                                            |  |                |                                         |                                         |  |
|  |                                                                   |                                                                   |                                                                   |                                                                   |   | Rapid Viena           | 3                                                                 | 1                                                                 | 4                                                                 |                                                                   |  |                  |                                                       |                                                       |                                                       |                                                       |  |                    |                                                            |                                                            |                                                            |                                                            |  |                |                                         |                                         |  |
|  |                                                                   |                                                                   | Fram                                                              | 0                                                                 | 2 | 2                     |                                                                   |                                                                   |                                                                   |                                                                   |  |                  |                                                       |                                                       |                                                       |                                                       |  |                    |                                                            |                                                            |                                                            |                                                            |  |                |                                         |                                         |  |
|  | Fram                                                              | 3                                                                 | Fram                                                              | 0                                                                 | 2 | 2                     | 0                                                                 | 3                                                                 |                                                                   |                                                                   |  |                  |                                                       |                                                       |                                                       |                                                       |  |                    |                                                            |                                                            |                                                            |                                                            |  |                |                                         |                                         |  |
|  | Fram                                                              | 3                                                                 |                                                                   |                                                                   |   |                       |                                                                   |                                                                   |                                                                   |                                                                   |  |                  |                                                       |                                                       |                                                       |                                                       |  |                    |                                                            |                                                            |                                                            |                                                            |  |                |                                         |                                         |  |
|  | Glentoran                                                         | 1                                                                 | 1                                                                 | 2                                                                 |   |                       |                                                                   |                                                                   |                                                                   |                                                                   |  |                  |                                                       |                                                       |                                                       |                                                       |  |                    |                                                            |                                                            |                                                            |                                                            |  |                |                                         |                                         |  |
|  | Glentoran                                                         | 1                                                                 | 1                                                                 | 2                                                                 |   |                       |                                                                   |                                                                   |                                                                   |                                                                   |  | Rapid Viena      | 1                                                     | 1                                                     | 2                                                     |                                                       |  |                    |                                                            |                                                            |                                                            |                                                            |  |                |                                         |                                         |  |
|  |                                                                   |                                                                   |                                                                   |                                                                   |   |                       |                                                                   |                                                                   |                                                                   |                                                                   |  | Rapid Viena      | 1                                                     | 1                                                     | 2                                                     |                                                       |  |                    |                                                            |                                                            |                                                            |                                                            |  |                |                                         |                                         |  |
|  |                                                                   |                                                                   | Dinamo de Kiev                                                    | 4                                                                 | 5 | 9                     |                                                                   |                                                                   |                                                                   |                                                                   |  |                  |                                                       |                                                       |                                                       |                                                       |  |                    |                                                            |                                                            |                                                            |                                                            |  |                |                                         |                                         |  |
|  | Mónaco                                                            | 2                                                                 | Dinamo de Kiev                                                    | 4                                                                 | 5 | 9                     | 0                                                                 | 2                                                                 |                                                                   |                                                                   |  |                  |                                                       |                                                       |                                                       |                                                       |  |                    |                                                            |                                                            |                                                            |                                                            |  |                |                                         |                                         |  |
|  | Mónaco                                                            | 2                                                                 |                                                                   |                                                                   |   |                       |                                                                   |                                                                   |                                                                   |                                                                   |  |                  |                                                       |                                                       |                                                       |                                                       |  |                    |                                                            |                                                            |                                                            |                                                            |  |                |                                         |                                         |  |
|  | Universitatea Craiova                                             | 0                                                                 | 3                                                                 | 3                                                                 |   |                       |                                                                   |                                                                   |                                                                   |                                                                   |  |                  |                                                       |                                                       |                                                       |                                                       |  |                    |                                                            |                                                            |                                                            |                                                            |  |                |                                         |                                         |  |
|  | Universitatea Craiova                                             | 0                                                                 | 3                                                                 | 3                                                                 |   | Universitatea Craiova | 2                                                                 | 0                                                                 | 2                                                                 |                                                                   |  |                  |                                                       |                                                       |                                                       |                                                       |  |                    |                                                            |                                                            |                                                            |                                                            |  |                |                                         |                                         |  |
|  |                                                                   |                                                                   |                                                                   |                                                                   |   | Universitatea Craiova | 2                                                                 | 0                                                                 | 2                                                                 |                                                                   |  |                  |                                                       |                                                       |                                                       |                                                       |  |                    |                                                            |                                                            |                                                            |                                                            |  |                |                                         |                                         |  |
|  |                                                                   |                                                                   | Dinamo de Kiev                                                    | 2                                                                 | 3 | 5                     |                                                                   |                                                                   |                                                                   |                                                                   |  |                  |                                                       |                                                       |                                                       |                                                       |  |                    |                                                            |                                                            |                                                            |                                                            |  |                |                                         |                                         |  |
|  | Utrecht                                                           | 2                                                                 | Dinamo de Kiev                                                    | 2                                                                 | 3 | 5                     | 1                                                                 | 3                                                                 |                                                                   |                                                                   |  |                  |                                                       |                                                       |                                                       |                                                       |  |                    |                                                            |                                                            |                                                            |                                                            |  |                |                                         |                                         |  |
|  | Utrecht                                                           | 2                                                                 |                                                                   |                                                                   |   |                       |                                                                   |                                                                   |                                                                   |                                                                   |  |                  |                                                       |                                                       |                                                       |                                                       |  |                    |                                                            |                                                            |                                                            |                                                            |  |                |                                         |                                         |  |
|  | Dinamo de Kiev                                                    | 1                                                                 | 4                                                                 | 5                                                                 |   |                       |                                                                   |                                                                   |                                                                   |                                                                   |  |                  |                                                       |                                                       |                                                       |                                                       |  |                    |                                                            |                                                            |                                                            |                                                            |  |                |                                         |                                         |  |
|  | Dinamo de Kiev                                                    | 1                                                                 | 4                                                                 | 5                                                                 |   |                       |                                                                   |                                                                   |                                                                   |                                                                   |  |                  |                                                       |                                                       |                                                       |                                                       |  | Dinamo de Kiev     | 3                                                          | 1                                                          | 4                                                          |                                                            |  |                |                                         |                                         |  |
|  |                                                                   |                                                                   |                                                                   |                                                                   |   |                       |                                                                   |                                                                   |                                                                   |                                                                   |  |                  |                                                       |                                                       |                                                       |                                                       |  | Dinamo de Kiev     | 3                                                          | 1                                                          | 4                                                          |                                                            |  |                |                                         |                                         |  |
|  |                                                                   |                                                                   | Dukla Praga                                                       | 0                                                                 | 1 | 1                     |                                                                   |                                                                   |                                                                   |                                                                   |  |                  |                                                       |                                                       |                                                       |                                                       |  |                    |                                                            |                                                            |                                                            |                                                            |  |                |                                         |                                         |  |
|  | AEL Limassol                                                      | 2                                                                 | Dukla Praga                                                       | 0                                                                 | 1 | 1                     | 0                                                                 | 2                                                                 |                                                                   |                                                                   |  |                  |                                                       |                                                       |                                                       |                                                       |  |                    |                                                            |                                                            |                                                            |                                                            |  |                |                                         |                                         |  |
|  | AEL Limassol                                                      | 2                                                                 |                                                                   |                                                                   |   |                       |                                                                   |                                                                   |                                                                   |                                                                   |  |                  |                                                       |                                                       |                                                       |                                                       |  |                    |                                                            |                                                            |                                                            |                                                            |  |                |                                         |                                         |  |
|  | Dukla Praga                                                       | 2                                                                 | 4                                                                 | 6                                                                 |   |                       |                                                                   |                                                                   |                                                                   |                                                                   |  |                  |                                                       |                                                       |                                                       |                                                       |  |                    |                                                            |                                                            |                                                            |                                                            |  |                |                                         |                                         |  |
|  | Dukla Praga                                                       | 2                                                                 | 4                                                                 | 6                                                                 |   | Dukla Praga           | 1                                                                 | 2                                                                 | 3                                                                 |                                                                   |  |                  |                                                       |                                                       |                                                       |                                                       |  |                    |                                                            |                                                            |                                                            |                                                            |  |                |                                         |                                         |  |
|  |                                                                   |                                                                   |                                                                   |                                                                   |   | Dukla Praga           | 1                                                                 | 2                                                                 | 3                                                                 |                                                                   |  |                  |                                                       |                                                       |                                                       |                                                       |  |                    |                                                            |                                                            |                                                            |                                                            |  |                |                                         |                                         |  |
|  |                                                                   |                                                                   | AIK Estocolmo                                                     | 0                                                                 | 2 | 2                     |                                                                   |                                                                   |                                                                   |                                                                   |  |                  |                                                       |                                                       |                                                       |                                                       |  |                    |                                                            |                                                            |                                                            |                                                            |  |                |                                         |                                         |  |
|  | AIK Estocolmo                                                     | 8                                                                 | AIK Estocolmo                                                     | 0                                                                 | 2 | 2                     | 5                                                                 | 13                                                                |                                                                   |                                                                   |  |                  |                                                       |                                                       |                                                       |                                                       |  |                    |                                                            |                                                            |                                                            |                                                            |  |                |                                         |                                         |  |
|  | AIK Estocolmo                                                     | 8                                                                 |                                                                   |                                                                   |   |                       |                                                                   |                                                                   |                                                                   |                                                                   |  |                  |                                                       |                                                       |                                                       |                                                       |  |                    |                                                            |                                                            |                                                            |                                                            |  |                |                                         |                                         |  |
|  | Red Boys Differdange                                              | 0                                                                 | 0                                                                 | 0                                                                 |   |                       |                                                                   |                                                                   |                                                                   |                                                                   |  |                  |                                                       |                                                       |                                                       |                                                       |  |                    |                                                            |                                                            |                                                            |                                                            |  |                |                                         |                                         |  |
|  | Red Boys Differdange                                              | 0                                                                 | 0                                                                 | 0                                                                 |   |                       |                                                                   |                                                                   |                                                                   |                                                                   |  | Dukla Praga (v.) | 1                                                     | 1                                                     | 2                                                     |                                                       |  |                    |                                                            |                                                            |                                                            |                                                            |  |                |                                         |                                         |  |
|  |                                                                   |                                                                   |                                                                   |                                                                   |   |                       |                                                                   |                                                                   |                                                                   |                                                                   |  | Dukla Praga (v.) | 1                                                     | 1                                                     | 2                                                     |                                                       |  |                    |                                                            |                                                            |                                                            |                                                            |  |                |                                         |                                         |  |
|  |                                                                   |                                                                   | Benfica                                                           | 0                                                                 | 2 | 2                     |                                                                   |                                                                   |                                                                   |                                                                   |  |                  |                                                       |                                                       |                                                       |                                                       |  |                    |                                                            |                                                            |                                                            |                                                            |  |                |                                         |                                         |  |
|  | Benfica                                                           | -                                                                 | Benfica                                                           | 0                                                                 | 2 | 2                     | -                                                                 | -                                                                 |                                                                   |                                                                   |  |                  |                                                       |                                                       |                                                       |                                                       |  |                    |                                                            |                                                            |                                                            |                                                            |  |                |                                         |                                         |  |
|  | Benfica                                                           | -                                                                 |                                                                   |                                                                   |   |                       |                                                                   |                                                                   |                                                                   |                                                                   |  |                  |                                                       |                                                       |                                                       |                                                       |  |                    |                                                            |                                                            |                                                            |                                                            |  |                |                                         |                                         |  |
|  | -                                                                 | -                                                                 | -                                                                 | -                                                                 |   |                       |                                                                   |                                                                   |                                                                   |                                                                   |  |                  |                                                       |                                                       |                                                       |                                                       |  |                    |                                                            |                                                            |                                                            |                                                            |  |                |                                         |                                         |  |
|  | -                                                                 | -                                                                 | -                                                                 | -                                                                 |   | Benfica               | 2                                                                 | 0                                                                 | 2                                                                 |                                                                   |  |                  |                                                       |                                                       |                                                       |                                                       |  |                    |                                                            |                                                            |                                                            |                                                            |  |                |                                         |                                         |  |
|  |                                                                   |                                                                   |                                                                   |                                                                   |   | Benfica               | 2                                                                 | 0                                                                 | 2                                                                 |                                                                   |  |                  |                                                       |                                                       |                                                       |                                                       |  |                    |                                                            |                                                            |                                                            |                                                            |  |                |                                         |                                         |  |
|  |                                                                   |                                                                   | Sampdoria                                                         | 0                                                                 | 1 | 1                     |                                                                   |                                                                   |                                                                   |                                                                   |  |                  |                                                       |                                                       |                                                       |                                                       |  |                    |                                                            |                                                            |                                                            |                                                            |  |                |                                         |                                         |  |
|  | AEL 1964                                                          | 1                                                                 | Sampdoria                                                         | 0                                                                 | 1 | 1                     | 0                                                                 | 1                                                                 |                                                                   |                                                                   |  |                  |                                                       |                                                       |                                                       |                                                       |  |                    |                                                            |                                                            |                                                            |                                                            |  |                |                                         |                                         |  |
|  | AEL 1964                                                          | 1                                                                 |                                                                   |                                                                   |   |                       |                                                                   |                                                                   |                                                                   |                                                                   |  |                  |                                                       |                                                       |                                                       |                                                       |  |                    |                                                            |                                                            |                                                            |                                                            |  |                |                                         |                                         |  |
|  | Sampdoria                                                         | 1                                                                 | 1                                                                 | 2                                                                 |   |                       |                                                                   |                                                                   |                                                                   |                                                                   |  |                  |                                                       |                                                       |                                                       |                                                       |  |                    |                                                            |                                                            |                                                            |                                                            |  |                |                                         |                                         |  |
|  | Sampdoria                                                         | 1                                                                 | 1                                                                 | 2                                                                 |   |                       |                                                                   |                                                                   |                                                                   |                                                                   |  |                  |                                                       |                                                       |                                                       |                                                       |  |                    |                                                            |                                                            |                                                            |                                                            |  | Dinamo de Kiev | 3                                       |                                         |  |
|  |                                                                   |                                                                   |                                                                   |                                                                   |   |                       |                                                                   |                                                                   |                                                                   |                                                                   |  |                  |                                                       |                                                       |                                                       |                                                       |  |                    |                                                            |                                                            |                                                            |                                                            |  | Dinamo de Kiev | 3                                       |                                         |  |
|  |                                                                   |                                                                   | Atlético de Madrid                                                | 0                                                                 |   |                       |                                                                   |                                                                   |                                                                   |                                                                   |  |                  |                                                       |                                                       |                                                       |                                                       |  |                    |                                                            |                                                            |                                                            |                                                            |  |                |                                         |                                         |  |
|  | Lyngby                                                            | 1                                                                 | Atlético de Madrid                                                | 0                                                                 | 3 | 4                     |                                                                   |                                                                   |                                                                   |                                                                   |  |                  |                                                       |                                                       |                                                       |                                                       |  |                    |                                                            |                                                            |                                                            |                                                            |  |                |                                         |                                         |  |
|  | Lyngby                                                            | 1                                                                 |                                                                   |                                                                   |   |                       |                                                                   |                                                                   |                                                                   |                                                                   |  |                  |                                                       |                                                       |                                                       |                                                       |  |                    |                                                            |                                                            |                                                            |                                                            |  |                |                                         |                                         |  |
|  | Galway United                                                     | 0                                                                 | 2                                                                 | 2                                                                 |   |                       |                                                                   |                                                                   |                                                                   |                                                                   |  |                  |                                                       |                                                       |                                                       |                                                       |  |                    |                                                            |                                                            |                                                            |                                                            |  |                |                                         |                                         |  |
|  | Galway United                                                     | 0                                                                 | 2                                                                 | 2                                                                 |   | Lyngby                | 2                                                                 | 1                                                                 | 3                                                                 |                                                                   |  |                  |                                                       |                                                       |                                                       |                                                       |  |                    |                                                            |                                                            |                                                            |                                                            |  |                |                                         |                                         |  |
|  |                                                                   |                                                                   |                                                                   |                                                                   |   | Lyngby                | 2                                                                 | 1                                                                 | 3                                                                 |                                                                   |  |                  |                                                       |                                                       |                                                       |                                                       |  |                    |                                                            |                                                            |                                                            |                                                            |  |                |                                         |                                         |  |
|  |                                                                   |                                                                   | Estrella Roja                                                     | 2                                                                 | 3 | 5                     |                                                                   |                                                                   |                                                                   |                                                                   |  |                  |                                                       |                                                       |                                                       |                                                       |  |                    |                                                            |                                                            |                                                            |                                                            |  |                |                                         |                                         |  |
|  | Estrella Roja                                                     | 2                                                                 | Estrella Roja                                                     | 2                                                                 | 3 | 5                     | 2                                                                 | 4                                                                 |                                                                   |                                                                   |  |                  |                                                       |                                                       |                                                       |                                                       |  |                    |                                                            |                                                            |                                                            |                                                            |  |                |                                         |                                         |  |
|  | Estrella Roja                                                     | 2                                                                 |                                                                   |                                                                   |   |                       |                                                                   |                                                                   |                                                                   |                                                                   |  |                  |                                                       |                                                       |                                                       |                                                       |  |                    |                                                            |                                                            |                                                            |                                                            |  |                |                                         |                                         |  |
|  | Aarau                                                             | 0                                                                 | 2                                                                 | 2                                                                 |   |                       |                                                                   |                                                                   |                                                                   |                                                                   |  |                  |                                                       |                                                       |                                                       |                                                       |  |                    |                                                            |                                                            |                                                            |                                                            |  |                |                                         |                                         |  |
|  | Aarau                                                             | 0                                                                 | 2                                                                 | 2                                                                 |   |                       |                                                                   |                                                                   |                                                                   |                                                                   |  | Estrella Roja    | 0                                                     | 1                                                     | 1                                                     |                                                       |  |                    |                                                            |                                                            |                                                            |                                                            |  |                |                                         |                                         |  |
|  |                                                                   |                                                                   |                                                                   |                                                                   |   |                       |                                                                   |                                                                   |                                                                   |                                                                   |  | Estrella Roja    | 0                                                     | 1                                                     | 1                                                     |                                                       |  |                    |                                                            |                                                            |                                                            |                                                            |  |                |                                         |                                         |  |
|  |                                                                   |                                                                   | Atlético de Madrid                                                | 2                                                                 | 1 | 3                     |                                                                   |                                                                   |                                                                   |                                                                   |  |                  |                                                       |                                                       |                                                       |                                                       |  |                    |                                                            |                                                            |                                                            |                                                            |  |                |                                         |                                         |  |
|  | Fredrikstad                                                       | 1                                                                 | Atlético de Madrid                                                | 2                                                                 | 1 | 3                     | 0                                                                 | 1                                                                 |                                                                   |                                                                   |  |                  |                                                       |                                                       |                                                       |                                                       |  |                    |                                                            |                                                            |                                                            |                                                            |  |                |                                         |                                         |  |
|  | Fredrikstad                                                       | 1                                                                 |                                                                   |                                                                   |   |                       |                                                                   |                                                                   |                                                                   |                                                                   |  |                  |                                                       |                                                       |                                                       |                                                       |  |                    |                                                            |                                                            |                                                            |                                                            |  |                |                                         |                                         |  |
|  | Bangor City (v.)                                                  | 1                                                                 | 0                                                                 | 1                                                                 |   |                       |                                                                   |                                                                   |                                                                   |                                                                   |  |                  |                                                       |                                                       |                                                       |                                                       |  |                    |                                                            |                                                            |                                                            |                                                            |  |                |                                         |                                         |  |
|  | Bangor City (v.)                                                  | 1                                                                 | 0                                                                 | 1                                                                 |   | Bangor City           | 0                                                                 | 0                                                                 | 0                                                                 |                                                                   |  |                  |                                                       |                                                       |                                                       |                                                       |  |                    |                                                            |                                                            |                                                            |                                                            |  |                |                                         |                                         |  |
|  |                                                                   |                                                                   |                                                                   |                                                                   |   | Bangor City           | 0                                                                 | 0                                                                 | 0                                                                 |                                                                   |  |                  |                                                       |                                                       |                                                       |                                                       |  |                    |                                                            |                                                            |                                                            |                                                            |  |                |                                         |                                         |  |
|  |                                                                   |                                                                   | Atlético de Madrid                                                | 2                                                                 | 1 | 3                     |                                                                   |                                                                   |                                                                   |                                                                   |  |                  |                                                       |                                                       |                                                       |                                                       |  |                    |                                                            |                                                            |                                                            |                                                            |  |                |                                         |                                         |  |
|  | Atlético de Madrid                                                | 1                                                                 | Atlético de Madrid                                                | 2                                                                 | 1 | 3                     | 2                                                                 | 3                                                                 |                                                                   |                                                                   |  |                  |                                                       |                                                       |                                                       |                                                       |  |                    |                                                            |                                                            |                                                            |                                                            |  |                |                                         |                                         |  |
|  | Atlético de Madrid                                                | 1                                                                 |                                                                   |                                                                   |   |                       |                                                                   |                                                                   |                                                                   |                                                                   |  |                  |                                                       |                                                       |                                                       |                                                       |  |                    |                                                            |                                                            |                                                            |                                                            |  |                |                                         |                                         |  |
|  | Celtic                                                            | 1                                                                 | 1                                                                 | 2                                                                 |   |                       |                                                                   |                                                                   |                                                                   |                                                                   |  |                  |                                                       |                                                       |                                                       |                                                       |  |                    |                                                            |                                                            |                                                            |                                                            |  |                |                                         |                                         |  |
|  | Celtic                                                            | 1                                                                 | 1                                                                 | 2                                                                 |   |                       |                                                                   |                                                                   |                                                                   |                                                                   |  |                  |                                                       |                                                       |                                                       |                                                       |  | Atlético de Madrid | 1                                                          | 3                                                          | 4                                                          |                                                            |  |                |                                         |                                         |  |
|  |                                                                   |                                                                   |                                                                   |                                                                   |   |                       |                                                                   |                                                                   |                                                                   |                                                                   |  |                  |                                                       |                                                       |                                                       |                                                       |  | Atlético de Madrid | 1                                                          | 3                                                          | 4                                                          |                                                            |  |                |                                         |                                         |  |
|  |                                                                   |                                                                   | Bayer 05 Uerdingen                                                | 0                                                                 | 2 | 2                     |                                                                   |                                                                   |                                                                   |                                                                   |  |                  |                                                       |                                                       |                                                       |                                                       |  |                    |                                                            |                                                            |                                                            |                                                            |  |                |                                         |                                         |  |
|  | HJK Helsinki                                                      | 3                                                                 | Bayer 05 Uerdingen                                                | 0                                                                 | 2 | 2                     | 2                                                                 | 5                                                                 |                                                                   |                                                                   |  |                  |                                                       |                                                       |                                                       |                                                       |  |                    |                                                            |                                                            |                                                            |                                                            |  |                |                                         |                                         |  |
|  | HJK Helsinki                                                      | 3                                                                 |                                                                   |                                                                   |   |                       |                                                                   |                                                                   |                                                                   |                                                                   |  |                  |                                                       |                                                       |                                                       |                                                       |  |                    |                                                            |                                                            |                                                            |                                                            |  |                |                                         |                                         |  |
|  | Flamurtari                                                        | 2                                                                 | 1                                                                 | 3                                                                 |   |                       |                                                                   |                                                                   |                                                                   |                                                                   |  |                  |                                                       |                                                       |                                                       |                                                       |  |                    |                                                            |                                                            |                                                            |                                                            |  |                |                                         |                                         |  |
|  | Flamurtari                                                        | 2                                                                 | 1                                                                 | 3                                                                 |   | HJK Helsinki          | 1                                                                 | 2                                                                 | 3                                                                 |                                                                   |  |                  |                                                       |                                                       |                                                       |                                                       |  |                    |                                                            |                                                            |                                                            |                                                            |  |                |                                         |                                         |  |
|  |                                                                   |                                                                   |                                                                   |                                                                   |   | HJK Helsinki          | 1                                                                 | 2                                                                 | 3                                                                 |                                                                   |  |                  |                                                       |                                                       |                                                       |                                                       |  |                    |                                                            |                                                            |                                                            |                                                            |  |                |                                         |                                         |  |
|  |                                                                   |                                                                   | Dinamo Dresde                                                     | 0                                                                 | 7 | 7                     |                                                                   |                                                                   |                                                                   |                                                                   |  |                  |                                                       |                                                       |                                                       |                                                       |  |                    |                                                            |                                                            |                                                            |                                                            |  |                |                                         |                                         |  |
|  | Cercle Brugge                                                     | 3                                                                 | Dinamo Dresde                                                     | 0                                                                 | 7 | 7                     | 1                                                                 | 4                                                                 |                                                                   |                                                                   |  |                  |                                                       |                                                       |                                                       |                                                       |  |                    |                                                            |                                                            |                                                            |                                                            |  |                |                                         |                                         |  |
|  | Cercle Brugge                                                     | 3                                                                 |                                                                   |                                                                   |   |                       |                                                                   |                                                                   |                                                                   |                                                                   |  |                  |                                                       |                                                       |                                                       |                                                       |  |                    |                                                            |                                                            |                                                            |                                                            |  |                |                                         |                                         |  |
|  | Dinamo Dresde (v.)                                                | 2                                                                 | 2                                                                 | 4                                                                 |   |                       |                                                                   |                                                                   |                                                                   |                                                                   |  |                  |                                                       |                                                       |                                                       |                                                       |  |                    |                                                            |                                                            |                                                            |                                                            |  |                |                                         |                                         |  |
|  | Dinamo Dresde (v.)                                                | 2                                                                 | 2                                                                 | 4                                                                 |   |                       |                                                                   |                                                                   |                                                                   |                                                                   |  | Dinamo Dresde    | 2                                                     | 3                                                     | 5                                                     |                                                       |  |                    |                                                            |                                                            |                                                            |                                                            |  |                |                                         |                                         |  |
|  |                                                                   |                                                                   |                                                                   |                                                                   |   |                       |                                                                   |                                                                   |                                                                   |                                                                   |  | Dinamo Dresde    | 2                                                     | 3                                                     | 5                                                     |                                                       |  |                    |                                                            |                                                            |                                                            |                                                            |  |                |                                         |                                         |  |
|  |                                                                   |                                                                   | Bayer 05 Uerdingen                                                | 0                                                                 | 7 | 7                     |                                                                   |                                                                   |                                                                   |                                                                   |  |                  |                                                       |                                                       |                                                       |                                                       |  |                    |                                                            |                                                            |                                                            |                                                            |  |                |                                         |                                         |  |
|  | Żurrieq                                                           | 0                                                                 | Bayer 05 Uerdingen                                                | 0                                                                 | 7 | 7                     | 0                                                                 | 0                                                                 |                                                                   |                                                                   |  |                  |                                                       |                                                       |                                                       |                                                       |  |                    |                                                            |                                                            |                                                            |                                                            |  |                |                                         |                                         |  |
|  | Żurrieq                                                           | 0                                                                 |                                                                   |                                                                   |   |                       |                                                                   |                                                                   |                                                                   |                                                                   |  |                  |                                                       |                                                       |                                                       |                                                       |  |                    |                                                            |                                                            |                                                            |                                                            |  |                |                                         |                                         |  |
|  | Bayer 05 Uerdingen                                                | 3                                                                 | 9                                                                 | 12                                                                |   |                       |                                                                   |                                                                   |                                                                   |                                                                   |  |                  |                                                       |                                                       |                                                       |                                                       |  |                    |                                                            |                                                            |                                                            |                                                            |  |                |                                         |                                         |  |
|  | Bayer 05 Uerdingen                                                | 3                                                                 | 9                                                                 | 12                                                                |   | Bayer 05 Uerdingen    | 2                                                                 | 1                                                                 | 3                                                                 |                                                                   |  |                  |                                                       |                                                       |                                                       |                                                       |  |                    |                                                            |                                                            |                                                            |                                                            |  |                |                                         |                                         |  |
|  |                                                                   |                                                                   |                                                                   |                                                                   |   | Bayer 05 Uerdingen    | 2                                                                 | 1                                                                 | 3                                                                 |                                                                   |  |                  |                                                       |                                                       |                                                       |                                                       |  |                    |                                                            |                                                            |                                                            |                                                            |  |                |                                         |                                         |  |
|  |                                                                   |                                                                   | Galatasaray                                                       | 0                                                                 | 1 | 1                     |                                                                   |                                                                   |                                                                   |                                                                   |  |                  |                                                       |                                                       |                                                       |                                                       |  |                    |                                                            |                                                            |                                                            |                                                            |  |                |                                         |                                         |  |
|  | Galatasaray (v.)                                                  | 1                                                                 | Galatasaray                                                       | 0                                                                 | 1 | 1                     | 1                                                                 | 2                                                                 |                                                                   |                                                                   |  |                  |                                                       |                                                       |                                                       |                                                       |  |                    |                                                            |                                                            |                                                            |                                                            |  |                |                                         |                                         |  |
|  | Galatasaray (v.)                                                  | 1                                                                 |                                                                   |                                                                   |   |                       |                                                                   |                                                                   |                                                                   |                                                                   |  |                  |                                                       |                                                       |                                                       |                                                       |  |                    |                                                            |                                                            |                                                            |                                                            |  |                |                                         |                                         |  |
|  | Widzew Łódź                                                       | 0                                                                 | 2                                                                 | 2                                                                 |   |                       |                                                                   |                                                                   |                                                                   |                                                                   |  |                  |                                                       |                                                       |                                                       |                                                       |  |                    |                                                            |                                                            |                                                            |                                                            |  |                |                                         |                                         |  |
|  | Widzew Łódź                                                       | 0                                                                 | 2                                                                 | 2                                                                 |   |                       |                                                                   |                                                                   |                                                                   |                                                                   |  |                  |                                                       |                                                       |                                                       |                                                       |  |                    |                                                            |                                                            |                                                            |                                                            |  |                |                                         |                                         |  |
|  |                                                                   |                                                                   |                                                                   |                                                                   |   |                       |                                                                   |                                                                   |                                                                   |                                                                   |  |                  |                                                       |                                                       |                                                       |                                                       |  |                    |                                                            |                                                            |                                                            |                                                            |  |                |                                         |                                         |  |

### Primera ronda
Ida
| 18-9-1985 | Rapid Wien                                         | 5–0     | Tatabányai Bányász | Gerhard-Hanappi-Stadion, Vienna |                                 |
|           | Halilović 18', 69', 72' · Kienast 58' · Krankl 62' | Reporte |                    | Asistencia: 14,500 espectadores | Asistencia: 14,500 espectadores |

| 18-9-1985 | Fram Reykjavík                      | 3–1     | Glentoran | Laugardalsvöllur, Reykjavík    |                                |
|           | Torfason 47', 60' · Thorkelsson 85' | Reporte | Bowers 1' | Asistencia: 1,682 espectadores | Asistencia: 1,682 espectadores |

| 18 de septiembre de 1985 | AS Monaco                  | 2–0     | Universitatea Craiova | Stade Louis II, Monaco                                  |                                                         |
|                          | Bellone 21' · Genghini 72' | Reporte |                       | Asistencia: 7,765 espectadores Árbitro(s): Franz Wöhrer | Asistencia: 7,765 espectadores Árbitro(s): Franz Wöhrer |

| 18-9-1985 | Utrecht                  | 2–1     | Dynamo Kyiv    | Stadion Nieuw Galgenwaard, Utrecht                      |                                                         |
|           | Kruys 40' · van Loen 63' | Reporte | Demyanenko 82' | Asistencia: 16,500 espectadores Árbitro(s): Raul Nazaré | Asistencia: 16,500 espectadores Árbitro(s): Raul Nazaré |

| 18-9-1985 | AEL Limassol           | 2–2     | Dukla Prague            | Tsirion Stadium, Limassol                                |                                                          |
|           | Savva 55' · Farkaš 62' | Reporte | Korejčík 36' · Pelc 78' | Asistencia: 5,911 espectadores Árbitro(s): Radu Petrescu | Asistencia: 5,911 espectadores Árbitro(s): Radu Petrescu |

| 18-9-1985 | AIK                                                                                                 | 8–0     | Red Boys Differdange | Råsunda Stadium, Stockholm     |                                |
|           | Andersson 2' · Dahlkvist 5', 59' · Bergman 46', 55' · Lundmark 60' · Zetterlund 77' · Johansson 80' | Reporte |                      | Asistencia: 2,387 espectadores | Asistencia: 2,387 espectadores |

| 18-9-1985 | AEL            | 1–1     | Sampdoria   | Alcazar Stadium, Larissa        |                                 |
|           | Mitsibonas 39' | Reporte | Mancini 82' | Asistencia: 17,000 espectadores | Asistencia: 17,000 espectadores |

| 18-9-1985 | Lyngby          | 1–0     | Galway United | Idrætsparken, Copenhagen       |                                |
|           | Christensen 36' | Reporte |               | Asistencia: 2,800 espectadores | Asistencia: 2,800 espectadores |

| 18-9-1985 | Red Star Belgrade          | 2–0     | Aarau | Stadion Crvena zvezda, Belgrado |                                 |
|           | Musemić 22' · Ǵurovski 72' | Reporte |       | Asistencia: 30,172 espectadores | Asistencia: 30,172 espectadores |

| 18-9-1985 | Fredrikstad | 1–1     | Bangor City  | Fredrikstad Stadion, Fredrikstad |                                |
|           | Deunk 87'   | Reporte | Williams 60' | Asistencia: 2,611 espectadores   | Asistencia: 2,611 espectadores |

| 18-9-1985 | Atlético Madrid | 1–1     | Celtic       | Estadio Vicente Calderón, Madrid |                                 |
|           | Setién 34'      | Reporte | Johnston 70' | Asistencia: 45,000 espectadores  | Asistencia: 45,000 espectadores |

| 18-9-1985 | HJK Helsinki                            | 3–2     | KS Flamurtari         | Helsinki Olympic Stadium, Helsinki |                                |
|           | Muhonen 8' · Kanerva 25' · Rantanen 34' | Reporte | Muça 26' · Bubeqi 65' | Asistencia: 2,166 espectadores     | Asistencia: 2,166 espectadores |

| 17-9-1985 | Cercle Brugge                              | 3–2     | Dynamo Dresden              | Olympiastadion, Brujas          |                                 |
|           | Vanthournout 23' · Raes 26' · Krnčević 81' | Reporte | Trautmann 55' · Kirsten 75' | Asistencia: 10,000 espectadores | Asistencia: 10,000 espectadores |

| 17-9-1985 | Żurrieq | 0–3     | Bayer Uerdingen                     | National Stadium, Ta' Qali     |                                |
|           |         | Reporte | F. Funkel 8', 35' · Guðmundsson 89' | Asistencia: 2,670 espectadores | Asistencia: 2,670 espectadores |

| 18-9-1985 | Galatasaray     | 1–0     | Widzew Łódź | Ali Sami Yen Stadium, Istanbul  |                                 |
|           | Önal 13' (pen.) | Reporte |             | Asistencia: 34,247 espectadores | Asistencia: 34,247 espectadores |

Vuelta
| 2-10-1985 | Tatabányai Bányász | 1–1 (Global 1-6) | Rapid Wien    | Bányász Stadion, Tatabánya     |                                |
|           | Schmidt 50'        | Reporte          | Weinhofer 61' | Asistencia: 6,000 espectadores | Asistencia: 6,000 espectadores |

| 2-10-1985 | Glentoran | 1–0 (Global 2-3) | Fram Reykjavík | The Oval, Belfast              |                                |
|           |           | Reporte          |                | Asistencia: 2,260 espectadores | Asistencia: 2,260 espectadores |

| 2-10-1985 | Universitatea Craiova              | 3–0 (Global 3-2) | AS Monaco | Stadionul Central, Craiova                                   |                                                              |
|           | Geolgău 19', 81' · Bâcu 78' (pen.) | Reporte          |           | Asistencia: 40,000 espectadores Árbitro(s): Aron Schmidhuber | Asistencia: 40,000 espectadores Árbitro(s): Aron Schmidhuber |

| 2-10-1985 | Dynamo Kyiv                                                 | 4–1 (Global 5-3) | Utrecht      | Republican Stadium, Kyiv                                |                                                         |
|           | Blokhin 10' · Yaremchuk 20' · Zavarov 55' · Yevtushenko 60' | Reporte          | de Kruijk 8' | Asistencia: 94,720 espectadores Árbitro(s): Talat Tokat | Asistencia: 94,720 espectadores Árbitro(s): Talat Tokat |

| 2 de octubre de 1985 | Dukla Prague                           | 4–0 (Global 6-2) | AEL Limassol | Stadion Juliska, Prague                                       |                                                               |
|                      | Luhový 29' · Pelc 47', 65' · Vízek 57' | Reporte          |              | Asistencia: 2,030 espectadores Árbitro(s): Vladimir Kuznetsov | Asistencia: 2,030 espectadores Árbitro(s): Vladimir Kuznetsov |

| 2-10-1985 | Red Boys Differdange | 0–5 (Global 0-13) | AIK                                                                     | Stade du Thillenberg, Differdange |                              |
|           |                      | Reporte           | Sundin 9' · Bergman 14' · Göransson 26' · Andersson 80' · Johansson 88' | Asistencia: 341 espectadores      | Asistencia: 341 espectadores |

| 2-10-1985 | Sampdoria   | 1–0 (Global 2-1) | AEL | Stadio Luigi Ferraris, Génova   |                                 |
|           | Mancini 41' | Reporte          |     | Asistencia: 33,840 espectadores | Asistencia: 33,840 espectadores |

| 2-10-1985 | Galway United           | 2–3 (Global 2-4) | Lyngby                                  | Galway Sportsgrounds, Galway   |                                |
|           | Murphy 63' · Bonner 78' | Reporte          | Christensen 9' · Schäfer 42' · Lyng 86' | Asistencia: 2,932 espectadores | Asistencia: 2,932 espectadores |

| 2-10-1985 | Aarau                  | 2–2 (Global 2-4) | Red Star Belgrade         | Letzigrund, Zürich              |                                 |
|           | Meyer 7' · Zwahlen 37' | Reporte          | Musemić 3' · Janković 17' | Asistencia: 11,200 espectadores | Asistencia: 11,200 espectadores |

| 2-10-1985                                                | Bangor City | 0–0 (Global 1-1) | Fredrikstad | Farrar Road, Bangor            |                                |
|                                                          |             | Reporte          |             | Asistencia: 3,428 espectadores | Asistencia: 3,428 espectadores |
| Bangor City clasifica por la regla del gol de visitante. |             |                  |             |                                |                                |

| 2-10-1985 | Celtic     | 1–2 (Global 2-3) | Atlético Madrid        | Celtic Park, Glasgow         |                              |
|           | Aitken 73' | Reporte          | Setién 39' · Ramos 72' | Asistencia: 150 espectadores | Asistencia: 150 espectadores |

| 2-10-1985 | KS Flamurtari | 1–2 (Global 3-5) | HJK Helsinki  | Flamurtari Stadium, Vlore       |                                 |
|           | Ruci 11'      | Reporte          | Valla 9', 30' | Asistencia: 11,000 espectadores | Asistencia: 11,000 espectadores |

| 2-10-1985                                                   | Dynamo Dresden          | 2–1 (Global 4-4) | Cercle Brugge | Rudolf-Harbig-Stadion, Dresden  |                                 |
|                                                             | Pilz 37' · Lippmann 48' | Reporte          | Krnčević 47'  | Asistencia: 36,000 espectadores | Asistencia: 36,000 espectadores |
| Dynamo Dresden clasifica por la regla del gol de visitante. |                         |                  |               |                                 |                                 |

| 2-10-1985 | Bayer Uerdingen                                                                                         | 9–0 (Global 12-0) | Żurrieq | Grotenburg-Stadion, Krefeld    |                                |
|           | Bommer 13', 32' · F. Funkel 22' · Raschid 29', 49' · Loontiens 37', 82' · Puszamszies 72' · Feilzer 76' | Reporte           |         | Asistencia: 8,000 espectadores | Asistencia: 8,000 espectadores |

| 2-10-1985                                                | Widzew Łódź             | 2–1 (Global 2-2) | Galatasaray | Stadion Widzewa, Łódź           |                                 |
|                                                          | Cisek 1' · Leszczyk 90' | Reporte          | Keser 54'   | Asistencia: 12,620 espectadores | Asistencia: 12,620 espectadores |
| Galatasaray clasifica por la regla del gol de visitante. |                         |                  |             |                                 |                                 |

### Octavos de final
Ida
| 23-10-1985 | Rapid Wien                    | 3–0     | Fram Reykjavík | Gerhard-Hanappi-Stadion, Vienna |                                 |
|            | Kranjčar 8' · Pacult 80', 85' | Reporte |                | Asistencia: 14,500 espectadores | Asistencia: 14,500 espectadores |

| 23-10-1985 | Universitatea Craiova | 2–2     | Dynamo Kyiv      | Stadionul Central, Craiova                                 |                                                            |
|            | Bâcu 13', 81' (pen.)  | Reporte | Zavarov 17', 23' | Asistencia: 27,796 espectadores Árbitro(s): Yordan Zhezhov | Asistencia: 27,796 espectadores Árbitro(s): Yordan Zhezhov |

| 23-10-1985 | Dukla Prague | 1–0     | AIK | Stadion Juliska, Prague        |                                |
|            | Korejčík 7'  | Reporte |     | Asistencia: 2,512 espectadores | Asistencia: 2,512 espectadores |

| 23-10-1985 | Benfica                        | 2–0     | Sampdoria | Estádio da Luz, Lisboa                                       |                                                              |
|            | Diamantino 47' · Rui Águas 89' | Reporte |           | Asistencia: 75,000 espectadores Árbitro(s): Vojtěch Christov | Asistencia: 75,000 espectadores Árbitro(s): Vojtěch Christov |

| 23-10-1985 | Lyngby                          | 2–2     | Red Star Belgrade         | Lyngby Stadion, Lyngby         |                                |
|            | Christensen 4' · Spangsborg 40' | Reporte | Ǵurovski 53' · Mrkela 60' | Asistencia: 4,800 espectadores | Asistencia: 4,800 espectadores |

| 23-10-1985 | Bangor City | 0–2     | Atlético Madrid          | Farrar Road, Bangor            |                                |
|            |             | Reporte | da Silva 5' · Setién 25' | Asistencia: 5,181 espectadores | Asistencia: 5,181 espectadores |

| 23-10-1985 | HJK Helsinki | 1–0     | Dynamo Dresden | Helsinki Olympic Stadium, Helsinki |                                |
|            | Lee 50'      | Reporte |                | Asistencia: 3,454 espectadores     | Asistencia: 3,454 espectadores |

| 23-10-1985 | Bayer Uerdingen          | 2–0     | Galatasaray | Grotenburg-Stadion, Krefeld     |                                 |
|            | Schäfer 35' · Bommer 85' | Reporte |             | Asistencia: 25,500 espectadores | Asistencia: 25,500 espectadores |

Vuelta
| 6-11-1985 | Fram Reykjavík                    | 2–1 (Global 2-4) | Rapid Wien | Laugardalsvöllur, Reykjavík    |                                |
|           | Jónsson 17' · Torfason 88' (pen.) | Reporte          | Pacult 60' | Asistencia: 1,109 espectadores | Asistencia: 1,109 espectadores |

| 6-11-1985 | Dynamo Kyiv                            | 3–0 (Global 5-2) | Universitatea Craiova | Republican Stadium, Kyiv                                  |                                                           |
|           | Rats 7' · Belanov 11' · Demyanenko 13' | Reporte          |                       | Asistencia: 100,062 espectadores Árbitro(s): Lajos Németh | Asistencia: 100,062 espectadores Árbitro(s): Lajos Németh |

| 6-11-1985 | AIK                            | 2–2 (Global 2-3) | Dukla Prague   | Råsunda Stadium, Stockholm     |                                |
|           | Dahlkvist 14' · Zetterlund 89' | Reporte          | Vízek 13', 60' | Asistencia: 3,200 espectadores | Asistencia: 3,200 espectadores |

| 6-11-1985 | Sampdoria   | 1–0 (Global 1-2) | Benfica | Stadio Luigi Ferraris, Génova                           |                                                         |
|           | Lorenzo 51' | Reporte          |         | Asistencia: 28,881 espectadores Árbitro(s): Volker Roth | Asistencia: 28,881 espectadores Árbitro(s): Volker Roth |

| 22-11-1985 | Red Star Belgrade                     | 3–1 (Global 5-3) | Lyngby     | Stadion Crvena zvezda, Belgrade |                                 |
|            | Šugar 25' · Nikolić 63' · Đurović 84' | Reporte          | Vilmar 59' | Asistencia: 24,953 espectadores | Asistencia: 24,953 espectadores |

| 6-11-1985 | Atlético Madrid | 1–0 (Global 3-0) | Bangor City | Estadio Vicente Calderón, Madrid |                                 |
|           | Landáburu 23'   | Reporte          |             | Asistencia: 14,000 espectadores  | Asistencia: 14,000 espectadores |

| 6-11-1985 | Dynamo Dresden                                                               | 7–2 (Global 7-3) | HJK Helsinki         | Rudolf-Harbig-Stadion, Dresden  |                                 |
|           | Sammer 19', 42' · Lippmann 20', 69' · Trautmann 40' · Pilz 57' · Kirsten 90' | Reporte          | Lee 49' · Valvee 61' | Asistencia: 36,000 espectadores | Asistencia: 36,000 espectadores |

| 5-11-1985 | Galatasaray | 1–1 (Global 1-3) | Bayer Uerdingen | Ali Sami Yen Stadium, Istanbul  |                                 |
|           | Prekazi 81' | Reporte          | Herget 34'      | Asistencia: 23,777 espectadores | Asistencia: 23,777 espectadores |

### Cuartos de final

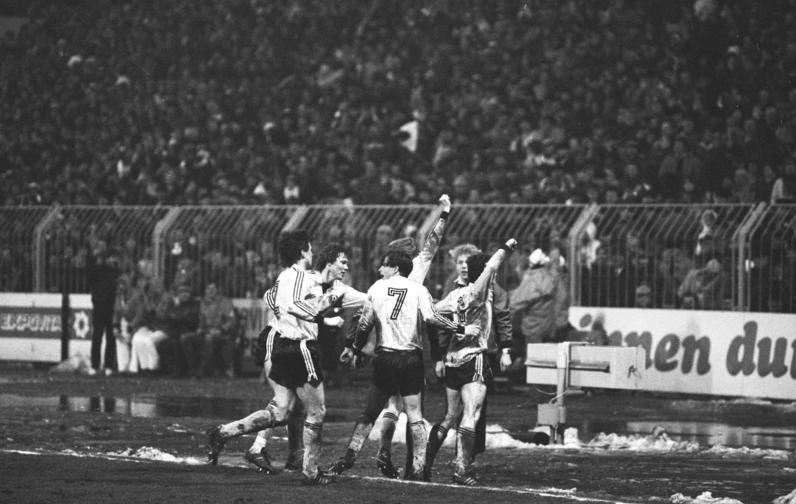
Frank Lippmann celebrando el primer gol del Dresden ante el Uerdingen junto a Jörg Stübner, Matthias Döschner y Andreas Trautmann.

Ida
| 5-3-1986 | Rapid Wien    | 1–4     | Dynamo Kyiv                                 | Gerhard-Hanappi-Stadion, Vienna                            |                                                            |
|          | Willfurth 84' | Reporte | Belanov 55', 61' · Rats 68' · Yakovenko 74' | Asistencia: 13,000 espectadores Árbitro(s): Michel Vautrot | Asistencia: 13,000 espectadores Árbitro(s): Michel Vautrot |

| 5-3-1986 | Dukla Prague | 1–0     | Benfica | Stadion Juliska, Prague                                           |                                                                   |
|          | Luhový 14'   | Reporte |         | Asistencia: 20,083 espectadores Árbitro(s): Marcel Van Langenhove | Asistencia: 20,083 espectadores Árbitro(s): Marcel Van Langenhove |

| 5-3-1986 | Red Star Belgrade | 0–2     | Atlético Madrid   | Stadion Crvena zvezda, Belgrade |                                 |
|          |                   | Reporte | da Silva 29', 89' | Asistencia: 56,565 espectadores | Asistencia: 56,565 espectadores |

| 5-3-1986 | Dynamo Dresden          | 2–0     | Bayer Uerdingen | Rudolf-Harbig-Stadion, Dresden  |                                 |
|          | Lippmann 50' · Pilz 62' | Reporte |                 | Asistencia: 36,000 espectadores | Asistencia: 36,000 espectadores |

Vuelta
| 19-3-1986 | Dynamo Kyiv                                                            | 5–1 (Global 9-2) | Rapid Wien    | Republican Stadium, Kyiv                                   |                                                            |
|           | Yaremchuk 7', 32' · Belanov 12' (pen.) · Blokhin 43' · Yevtushenko 79' | Reporte          | Halilović 27' | Asistencia: 95,010 espectadores Árbitro(s): Ronald Bridges | Asistencia: 95,010 espectadores Árbitro(s): Ronald Bridges |

| 19-3-1986                                                 | Benfica                                 | 2–1 (Global 2-2) | Dukla Prague | Estádio da Luz, Lisboa                                         |                                                                |
|                                                           | Carlos Manuel 19' · Manniche 37' (pen.) | Reporte          | Korejčík 65' | Asistencia: 75,000 espectadores Árbitro(s): Siegfried Kirschen | Asistencia: 75,000 espectadores Árbitro(s): Siegfried Kirschen |
| Dukla Prague clasifica por la regla del gol de visitante. |                                         |                  |              |                                                                |                                                                |

| 19-3-1986 | Atlético Madrid | 1–1 (Global 3-1) | Red Star Belgrade | Estadio Vicente Calderón, Madrid |                                 |
|           | Marina 7'       | Reporte          | Đurović 82'       | Asistencia: 42,000 espectadores  | Asistencia: 42,000 espectadores |

| 19-3-1986 | Bayer Uerdingen                                                                          | 7–3 (Global 7-5) | Dynamo Dresden                              | Grotenburg-Stadion, Krefeld     |                                 |
|           | W. Funkel 13', 58' (pen.), 81' (pen.) · Guðmundsson 63' · Schäfer 65', 86' · Klinger 78' | Reporte          | Minge 1' · Lippmann 35' · Bommer 42' (o.g.) | Asistencia: 16,000 espectadores | Asistencia: 16,000 espectadores |

### Semifinales
Ida
| 2-4-1986 | Dynamo Kyiv                   | 3–0     | Dukla Prague | Republican Stadium, Kyiv                                         |                                                                  |
|          | Blokhin 7', 37' · Zavarov 35' | Reporte |              | Asistencia: 90,000 espectadores Árbitro(s): José Rosa dos Santos | Asistencia: 90,000 espectadores Árbitro(s): José Rosa dos Santos |

| 2-4-1986 | Atlético Madrid  | 1–0     | Bayer Uerdingen | Estadio Vicente Calderón, Madrid |                                 |
|          | Julio Prieto 79' | Reporte |                 | Asistencia: 50,000 espectadores  | Asistencia: 50,000 espectadores |

Vuelta
| 16-4-1986 | Dukla Prague | 1–1 (Global 1-4) | Dynamo Kyiv        | Stadion Juliska, Prague                               |                                                       |
|           | Kříž 71'     | Reporte          | Belanov 63' (pen.) | Asistencia: 14,665 espectadores Árbitro(s): Ioan Igna | Asistencia: 14,665 espectadores Árbitro(s): Ioan Igna |

| 15-4-1986 | Bayer Uerdingen              | 2–3 (Global 2-4) | Atlético Madrid                                   | Grotenburg-Stadion, Krefeld     |                                 |
|           | Herget 55' · Guðmundsson 64' | Reporte          | Rubio 16' (pen.) · Cabrera 28' · Julio Prieto 58' | Asistencia: 25,650 espectadores | Asistencia: 25,650 espectadores |

## Final
| 1  | POR | Viktor Chanov             |     |
| 2  | DEF | Sergei Pavlovich Baltacha |     |
| 3  | DEF | Volodymyr Bessonov        | 38' |
| 4  | DEF | Oleg Kuznetsov            |     |
| 5  | DEF | Anatoliy Demyanenko       |     |
| 6  | MED | Vasiliy Rats              |     |
| 7  | MED | Pavel Yakovenko           |     |
| 8  | MED | Ivan Yaremchuk            |     |
| 9  | MED | Aleksandr Zavarov         | 70' |
| 10 | DEL | Igor Belánov              |     |
| 11 | DEL | Oleg Blokhin              |     |
| DT | DT  | Valeri Lobanovsky         |     |

| 1  | POR | Ubaldo Fillol             |     |
| 2  | DEF | Tomás Reñones             |     |
| 3  | DEF | Juan Carlos Arteche       |     |
| 4  | DEF | Miguel Ángel Ruiz         |     |
| 5  | DEF | Clemente Villaverde       |     |
| 6  | MED | Julio Prieto              |     |
| 7  | MED | Quique Ramos              |     |
| 8  | MED | Roberto Simón Marina      |     |
| 9  | DEL | Jesús Landáburu           | 61' |
| 10 | DEL | Luis Mario Cabrera Molina |     |
| 11 | DEL | Jorge Da Silva            |     |
| DT | DT  | Luis Aragonés             |     |

| 14 | MED | Andriy Bal        | 38' |
| 15 | MED | Vadym Yevtushenko | 70' |

| 15 | MED | Quique Setién | 61' |

|  | 5'  | Aleksandr Zavarov | 1-0 |
|  | 85' | Oleg Blokhin      | 2-0 |
|  | 88' | Vadym Yevtushenko | 3-0 |

|  | 16' | Jesús Landáburu |

| Árbitro | Franz Wöhrer |

| 1  | POR | Viktor Chanov             |     |
| 2  | DEF | Sergei Pavlovich Baltacha |     |
| 3  | DEF | Volodymyr Bessonov        | 38' |
| 4  | DEF | Oleg Kuznetsov            |     |
| 5  | DEF | Anatoliy Demyanenko       |     |
| 6  | MED | Vasiliy Rats              |     |
| 7  | MED | Pavel Yakovenko           |     |
| 8  | MED | Ivan Yaremchuk            |     |
| 9  | MED | Aleksandr Zavarov         | 70' |
| 10 | DEL | Igor Belánov              |     |
| 11 | DEL | Oleg Blokhin              |     |
| DT | DT  | Valeri Lobanovsky         |     |

| 1  | POR | Ubaldo Fillol             |     |
| 2  | DEF | Tomás Reñones             |     |
| 3  | DEF | Juan Carlos Arteche       |     |
| 4  | DEF | Miguel Ángel Ruiz         |     |
| 5  | DEF | Clemente Villaverde       |     |
| 6  | MED | Julio Prieto              |     |
| 7  | MED | Quique Ramos              |     |
| 8  | MED | Roberto Simón Marina      |     |
| 9  | DEL | Jesús Landáburu           | 61' |
| 10 | DEL | Luis Mario Cabrera Molina |     |
| 11 | DEL | Jorge Da Silva            |     |
| DT | DT  | Luis Aragonés             |     |

| 14 | MED | Andriy Bal        | 38' |
| 15 | MED | Vadym Yevtushenko | 70' |

| 15 | MED | Quique Setién | 61' |

|  | 5'  | Aleksandr Zavarov | 1-0 |
|  | 85' | Oleg Blokhin      | 2-0 |
|  | 88' | Vadym Yevtushenko | 3-0 |

|  | 16' | Jesús Landáburu |

| Árbitro | Franz Wöhrer |

## Campeón
| England                          |
| Campeón Dinamo de Kiev 2° título |

## Goleadores
Los máximos goleadores de la Recopa de Europa 1985-86 fueron:
| # | Jugador                | Club                  | Goles |
| - | ---------------------- | --------------------- | ----- |
| 1 | Igor Belanov           | Dynamo Kiev           | 5     |
| 1 | Oleg Blokhin           | Dynamo Kiev           | 5     |
| 1 | Frank Lippmann         | Dinamo Dresde         | 5     |
| 1 | Oleksandr Zavarov      | Dynamo Kiev           | 5     |
| 5 | Sulejman Halilović     | Rapid Wien            | 4     |
| 6 | Thomas Bergman         | AIK                   | 3     |
| 6 | Marian Bîcu            | Universitatea Craiova | 3     |
| 6 | Rudolf Bommer          | Bayer Uerdingen       | 3     |
| 6 | Bent Christensen       | Lyngby BK             | 3     |
| 6 | Jorge Orosmán da Silva | Atlético de Madrid    | 3     |
| 6 | Sven Dahlkvist         | AIK                   | 3     |
| 6 | Friedhelm Funkel       | Bayer Uerdingen       | 3     |
| 6 | Wolfgang Funkel        | Bayer Uerdingen       | 3     |
| 6 | Lárus Guðmundsson      | Bayer Uerdingen       | 3     |
| 6 | Pavel Korejčík         | Dukla Praga           | 3     |
| 6 | Peter Pacult           | Rapid Wien            | 3     |
| 6 | Stanislav Pelc         | Dukla Praga           | 3     |
| 6 | Hans-Uwe Pilz          | Dinamo Dresde         | 3     |
| 6 | Wolfgang Schäfer       | Bayer Uerdingen       | 3     |
| 6 | Quique Setién          | Atlético de Madrid    | 3     |
| 6 | Ladislav Vízek         | Dukla Praga           | 3     |
| 6 | Ivan Yaremchuk         | Dynamo Kiev           | 3     |
| 6 | Vadym Yevtushenko      | Dynamo Kiev           | 3     |